# Labus saganensis
Labus saganensis är en stekelart som beskrevs av Giordani Soika. Labus saganensis ingår i släktet Labus och familjen Eumenidae. Inga underarter finns listade i Catalogue of Life.